# توماش بيوتر نواك
توماش بيوتر نواك (بالبولندية: Tomasz Piotr Nowak)‏ هو سياسي بولندي، ولد في 22 ديسمبر 1956 في بولندا. حزبياً، نشط في حزب المنصة المدنية. وقد انتخب عضو سيم ‏.